# Мажар, Николай Евгеньевич
Николай Евгеньевич Мажар (род. 21 сентября 1954, село Берегомет Кицманского района Черновицкой области) — бывший ректор упразднённого Смоленского гуманитарного университета, доктор педагогических наук, профессор.

## Биография
1972—1974 гг. — работал учителем в сельской школе.
1974—1976 гг. — служил в армии.
1982 год — окончил Московский государственный педагогический институт им. В. И. Ленина (факультет педагогики и психологии).
1987 год — защитил диссертацию на соискание ученой степени кандидата педагогических наук по теме «Диагностика профессиональной пригодности молодежи к педагогической деятельности».
1996 — защитил диссертацию на соискание ученой степени доктора педагогических наук по теме «Теоретические основы развития творческой индивидуальности учителя».
2006—2008 гг. — председатель Общественной палаты Смоленской области 1-го созыва.
Член Экспертного совета по образованию и науке Государственной Думы РФ.

### Награды и премии
- Заслуженный работник высшей школы РФ[5]